# Mistrzostwa Europy w Lekkoatletyce 1969 – skok wzwyż kobiet

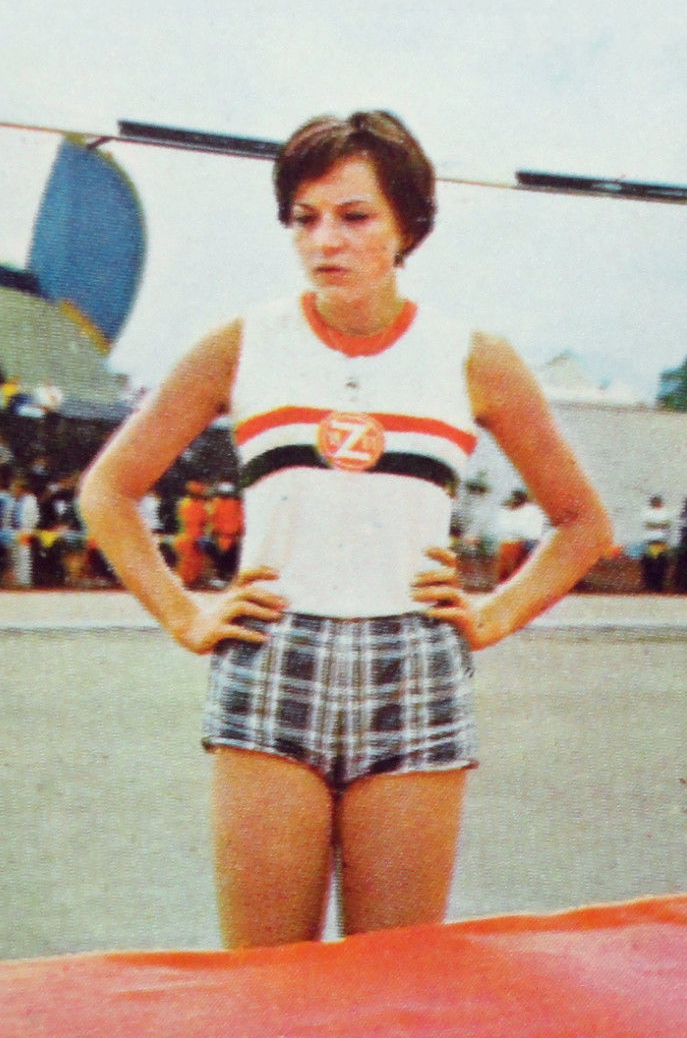
Miloslava Rezková

Skok wzwyż kobiet był jedną z konkurencji rozgrywanych podczas IX Mistrzostw Europy w Atenach. Kwalifikacje zostały rozegrane 16 września, a finał 18 września 1969. Zwyciężczynią tej konkurencji została reprezentantka Czechosłowacji Miloslava Rezková. W rywalizacji wzięły udział dwadzieścia trzy zawodniczki z trzynastu reprezentacji.

## Rekordy
| Rekord świata     | Iolanda Balaș (ROU) | 1,91 | Sofia, Bułgaria     | 16.07.1961 |
| Rekord Europy     | Iolanda Balaș (ROU) | 1,91 | Sofia, Bułgaria     | 16.07.1961 |
| Rekord mistrzostw | Iolanda Balaș (ROU) | 1,83 | Belgrad, Jugosławia | 14.09.1962 |

## Wyniki

### Kwalifikacje
| Miejsce | Zawodniczka         | Wynik | Uwagi |
| ------- | ------------------- | ----- | ----- |
| 1-13    | Dorothy Shirley     | 1,74  | Q     |
| 1-13    | Mária Mračnová      | 1,74  | Q     |
| 1-13    | Nina Bryncewa       | 1,74  | Q     |
| 1-13    | Jordanka Błagoewa   | 1,74  | Q     |
| 1-13    | Antonina Łazariewa  | 1,74  | Q     |
| 1-13    | Ilona Gusenbauer    | 1,74  | Q     |
| 1-13    | Miloslava Rezková   | 1,74  | Q     |
| 1-13    | Rita Schmidt        | 1,74  | Q     |
| 1-13    | Ghislaine Barnay    | 1,74  | Q     |
| 1-13    | Snežana Hrepevnik   | 1,74  | Q     |
| 1-13    | Jaroslava Valentová | 1,74  | Q     |
| 1-13    | Barbara Inkpen      | 1,74  | Q     |
| 1-13    | Karin Schulze       | 1,74  | Q     |
| 14-19   | Danuta Berezowska   | 1,71  |       |
| 14-19   | Magdolna Csábi      | 1,71  |       |
| 14-19   | Danuta Konowska     | 1,71  |       |
| 14-19   | Wałentyna Kozyr     | 1,71  |       |
| 14-19   | Nicole Denis        | 1,71  |       |
| 14-19   | Virginia Ioan       | 1,71  |       |
| 20-21   | Kari Karlsen        | 1,68  |       |
| 20-21   | Anne Lise Wærness   | 1,68  |       |
| 22-23   | Moira Walls         | 1,65  |       |
| 22-23   | Beatrice Rechner    | 1,65  |       |

### Finał
| Miejsce | Zawodniczka         | Wynik | Uwagi |
| ------- | ------------------- | ----- | ----- |
| 1       | Miloslava Rezková   | 1,83  | CR    |
| 2       | Antonina Łazariewa  | 1,83  | CR    |
| 3       | Mária Mračnová      | 1,83  | CR    |
| 4       | Rita Schmidt        | 1,83  | CR    |
| 5       | Karin Schulze       | 1,77  |       |
| 6       | Snežana Hrepevnik   | 1,77  |       |
| 7       | Ilona Gusenbauer    | 1,77  |       |
| 8       | Barbara Inkpen      | 1,77  |       |
| 9       | Ghislaine Barnay    | 1,74  |       |
| 10      | Jaroslava Valentová | 1,74  |       |
| 11      | Dorothy Shirley     | 1,74  |       |
| 12      | Nina Bryncewa       | 1,71  |       |
| 13      | Jordanka Błagoewa   | 1,68  |       |